# Palos Altos, Guanajuato
Palos Altos är en ort i Mexiko.   Den ligger i kommunen San Luis de la Paz och delstaten Guanajuato, i den centrala delen av landet, 250 km nordväst om huvudstaden Mexico City. Palos Altos ligger 1 991 meter över havet och antalet invånare är 469.
Terrängen runt Palos Altos är platt västerut, men österut är den kuperad. Runt Palos Altos är det ganska tätbefolkat, med 62 invånare per kvadratkilometer. Närmaste större samhälle är San Luis de la Paz, 14,2 km nordost om Palos Altos. Trakten runt Palos Altos består till största delen av jordbruksmark.